# Янукевич Олексій Антонович
Олексій Антонович Янукевич (біл. Аляксей Антонавіч Янукевіч; нар. 30 червня 1976, Мінськ) — білоруський політик, керівник Партії БНФ (2009—2017), нині заступник голови партії.

## Біографія
У 1997 році закінчив Білоруський державний економічний університет за спеціальністю «управління зовнішньоекономічною діяльністю».
З 1996 року — член партії БНФ, з 1999 р. — член сейму, з 2003 р. — заступник голови.
Висувався кандидатом в депутати на виборах до місцевих рад (2003 і 2007 роки), в Палату представників (2004, 2008, 2016 роки).
Під час президентських виборів 2006 року був довіреною особою Олександра Мілінкевича.
5 вересня 2009 року на XII з'їзді партії БНФ обраний новим головою Партії БНФ (замість Лявона Борщівського). На виборах за Янукевича подано 174, за Лявона Борщівського — 144 голоси. Обирався на новий термін на посаду керівника Партії БНФ у 2011 і 2014 роках. У 2017 році у зв'язку з внесенням змін до статуту, які обмежили кількість можливих термінів на посаді голови партії, пішов з посади. 30 вересня 2017 року на XVIII звітно-виборному з'їзді Партії БНФ обраний заступником голови Партії БНФ.
Під час президентських виборів 2015 року увійшов до ініціативної групи Тетяни Короткевич, яку підтримувала партія БНФ.
Володіє англійською, німецькою та польською мовами.
За віросповіданням — римо-католик.
Неодружений.

## Нагороди та призи
- Люблю Беларусь[be-x-old] (2010)[2]